# 茅东水库
茅东水库是中国江苏省常州市金坛区境内的一座水库，位于薛埠河上，建于1961年。水库正常库容为1081万立方米，集雨面积为22平方千米，海拔为27米。